# Microtegeus rugosus
Microtegeus rugosus är en kvalsterart som beskrevs av Sandór Mahunka 1982. Microtegeus rugosus ingår i släktet Microtegeus och familjen Microtegeidae. Inga underarter finns listade i Catalogue of Life.